# Церетели, Симон Давидович
Князь Симон (Свимон) Давидович Церетели (груз. სიმონ (სვიმონ) დავითის ძე წერეთელი; 10 [22] октября 1853, Кутаисская губерния, Кавказское наместничество — 1931, Франция) — грузинский дворянин из рода Церетели, Предводитель дворянства Кутаисской губернии (1904—1912), статский советник (1912).

## Биография
Родился 10 октября 1853 года в Кутаисской губернии.
Окончил Императорский Санкт-Петербургский университет.
6 марта 1875 года вступил в службу чиновником по особым поручениям без содержания при Кутаисском губернаторе.
Избран дворянством Рачинского уезда на первое трехлетие (1876—1879) на должность уездного предводителя дворянства и 25 февраля 1877 года утверждён в должности Кавказским наместником великим князем Михаилом Николаевичем.
Во время Русско-турецкой войны участвовал в военных действиях 11 и 12 июля 1877 года, ранен и контужен не был.
12 мая 1891 года от дворянства Кутаисской губернии избран членом при Закавказском отделении Государственного Дворянского банка на первое трехлетие (1891—1894). 12 мая 1894 года избран на второе трёхлетие, а 15 мая 1897 года вновь избран на третье трёхлетие.
В 1897 году был избран дворянством Шорапанского уезда на должность уездного предводителя дворянства, а в 1900 году переизбран на второе трехлетие (1900—1903) и 8 июля 1900 года утверждён в должности Главноначальствующим гражданскою частью на Кавказе. В 1903 году переизбран на третье трёхлетие (1903—1906) и утверждён в должности 24 июня 1903 года за № 46.
В 1903 году был избран дворянством Кутаисской губернии на первое трехлетие (1903—1906) на должность Кутаисского губернского предводителя дворянства и утверждён в этой должности 26 февраля 1904 года императорским приказом. Вновь избран на второе трехлетие (1906—1909) и утвержден императорским приказом в 8 июля 1906 года. В должности оставался до 23 декабря 1910 года.
21 сентября 1909 года императорским приказом № 68 по Гражданскому ведомству назначен почетным мировым судьей округа Кутаисского Окружного Суда на трехлетие с 1 июля 1909 года.
Имел тысячу десятин земли и десять дворов временно-обязанных крестьян.

## Чины и звания
- прапорщик милиции (приказом № 14 от 15 января 1880 года по Кавказской армии и Кавказскому военному округу).
- статский советник (императорский приказ по гражданскому ведомству от 30 января 1912 года за № 6; старшинство с 8 июня 1909 года)

## Награды
- Знак отличия военного ордена 4-й степени (за отличие в делах оказанное с турками 11 и 12 июня 1877 года под № 35768).
- Орден святого Станислава 2-й степени (27 сентября 1901 года за отлично-усердную службу).
- Знак Красного Креста (постановление главного управления общества Красного Креста от 24 мая 1907 года; свидетельство от 20 июня 1907 года № 5567).
- Орден Святого Владимира 4-й степени (императорский указ от 13 декабря 1907 года за особые труды и заслуги, оказанные им по Наместничеству на Кавказе).

## Семья
- Отец — Давид Свимонович Церетели (1824 — ?)[3]
- Жена — Анастасия Давидовна Авалишвили